# Chloroclystis protrusata
Mesocolpia protrusata là một loài bướm đêm trong họ Geometridae.